# متلازمة الاعتلال الدماغي الخلفي العكوس
متلازمة الاعتلال الدماغي الخلفي العكوس (بّي آر إي إس، بريس)، وتُعرف أيضًا باسم متلازمة اعتلال بيضاء الدماغ الخلفي (آر بّي إل إس)، حالة نادرة تصاب فيها أجزاء من الدماغ بالتورم، ويعود هذا الأمر إلى سبب كامن في العادة. يعاني المصاب ببريس من الصداع وتغيرات في الرؤية والنوبات، ويطور بعض المصابين أعراض عصبية أخرى مثل التشوش الذهني وضعف في طرف واحد أو أكثر. يتضمن اسم المتلازمة كلمة «خلفي» لأنها تصيب بالدرجة الأولى القسم الخلفي من الدماغ (الفصين الجداري والقذالي)، ولكن لا تنحصر الإصابة فيه. تشمل الأسباب الكامنة ارتفاع ضغط الدم الشديد والقصور الكلوي والإنتانات الشديدة وبعض الأدوية وبعض الأمراض المناعية الذاتية، وما قبل الإرجاج. تُشخص المتلازمة عادةً عبر فحص الدماغ بالرنين المغناطيسي الذي يحدد مناطق التورم.
يُعالج البريس علاجًا داعمًا بإزالة السبب أو الأسباب وعلاج المضاعفات، مثل استخدام مضادات الاختلاج لتدبير النوبات. قد تحدث مضاعفات بسبب هذا المرض مثل النزف داخل القحف، ولكنها تعد نادرة نسبيًا. يشفى معظم المرضى شفاءً تامًا، وقد يبقى لدى بعضهم أعراض مزمنة. وُصفت متلازمة الاعتلال الدماغي الخلفي العكوس لأول مرة عام 1996.

## العلامات والأعراض
عادةً ما يكون بدء المرض حادًا. يعاني معظم المصابين بالبريس من الصداع والنوبات، وتحدث لدى العديد منهم تغيرات في الرؤية، وتشوش ذهني، ونعاس وضعف الذراع و/أو الساق في جانب واحد من الجسم (شلل نصفي)، وصعوبة في الكلام، أو قد تحدث أعراض عصبية أخرى بصورة أندر. قد تشمل تغيرات الرؤية الناتجة عن بريس العمى الشقي (عدم القدرة على رؤية القسم الأيمن أو الأيسر من الساحة البصرية)، وتغيم الرؤية، ونقص الوعي البصري أحادي الجانب، والهلوسات البصرية، والعمى القشري.
تحدث النوبات في ثلثي الحالات، وتعد العرض الأكثر شيوعًا لدى الأطفال بنسبة 90%. قد تكون النوبات بؤرية أو معممة. تطور نسبة ضئيلة من المرضى حالة صرعية، ولا يمكن السيطرة فيها على النوبات بالتدابير البسيطة.

## الأسباب
تشمل الأسباب المساهمة في تطور بريس التثبيط المناعي (في عمليات زرع الأعضاء على وجه الخصوص، كالتثبيط بالتاكروليمس)، والعدوى الشديدة و/أو الإنتان، والعلاج الكيميائي، وأمراض المناعة الذاتية، وما قبل الإرجاج. يُلاحظ عادةً ارتفاع في ضغط الدم. على نحو مماثل، يعاني غالبية مرضى بريس من خلل في وظيفة الكليتين، ويجري 21% منهم الديال الدموي بانتظام. في البريس الناجم عن الأدوية، قد يتواجد فاصل يمتد من أسابيع حتى أشهر بين بدء العلاج بالأدوية وتطور البريس. بعد زرع خلايا جذعية مكونة للدم (زرع نخاع العظم)، يقارب خطر حدوث البريس نحو 8%، في حين يكون الخطر أقل من (0.4-6%) بعد زرع عضو صلب.
وُجد أن الحالات المناعية الذاتية التالية مرتبطة بالبريس، وهي: فرفرية نقص الصفيحات التخثرية (تي تي بّي)، والتهاب الأقنية الصفراوية المصلب الابتدائي (بّي إس سي)، والتهاب المفاصل الروماتوئيدي (آر أيه)، ومتلازمة شوغرن، والتهاب الشرايين العقدي المتعدد (بّي أيه إن)، وتصلب الجلد المجموعي، والذئبة الحمامية الشاملة (إس إل إي)، والورام الحبيبي الويغنري (جي بّي أيه)، وداء كرون والتهاب النخاع والعصب البصري (إن إم أو)، بالإضافة إلى متلازمة انحلال الدم اليوريمية (إتش يو إس). أُبلغ عن ارتباط عدد من الحالات الأخرى أيضًا بالمرض، منها إعطاء بعض المجموعات الدوائية الأخرى، ونقل الدم، وارتفاع مستويات الكالسيوم، وانخفاض مستويات الماغنيسيوم، والاعتلال الوعائي الدماغي التالي للولادة، وعقاقير التعاطي (الكوكايين والأمفيتامين).
أشير أيضًا إلى أن متلازمة الاعتلال الدماغي الخلفي العكوس مطابقة للاعتلال الدماغي بارتفاع ضغط الدم أو مرتبطة بها ارتباطًا وثيقًا، ولها علاقة بالأعراض العصبية لدى المصابين بارتفاع ضغط الدم الإسعافي (الخبيث).